# Amadisroman

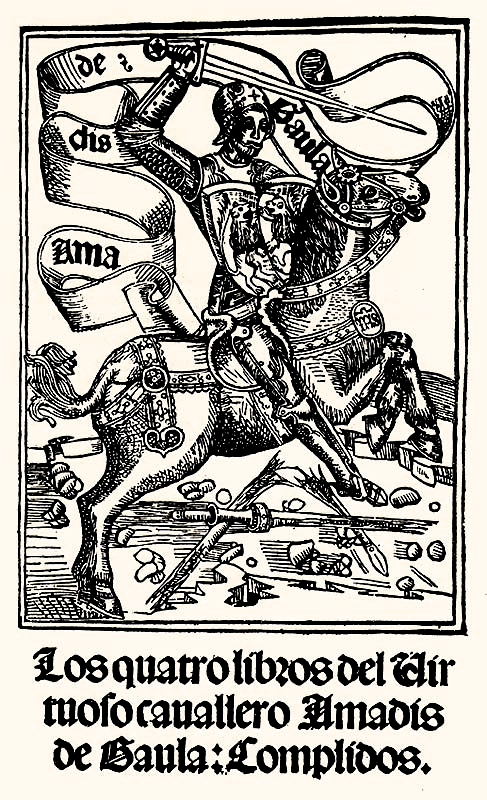
"Amadis de Gaula", originele Spaanse uitgave (1508)

Een amadisroman is een roman uit de 16e eeuw waarin vooral avontuur en sentimentaliteit aan bod komen. Een ideaal van de ridder wordt opgehangen: een dapper, moedig, knap en vooral trouw man. De benaming is afgeleid van de Spaanse roman 'Amadís de Gaula' oorspronkelijk gepubliceerd in Spanje in 1508. Het eerste boek van deze roman werd voor het eerst uitgegeven in het nederlands in Antwerpen in 1546 met de titel 'Een schoone historie van den seer vroomen Amadijs van Gaulen'.
In het begin van de zeventiende eeuw ontstaat in Spanje een antiromanbeweging als antwoord op de amadisroman: de picareske of schelmenroman. Het hoofdpersonage, de picaro, is een soort antiheld die zich met slimme streken uit allerlei situaties weet te redden. Het voorbeeld bij uitstek is het anonieme La Vida de Lazarillo de Tormes.

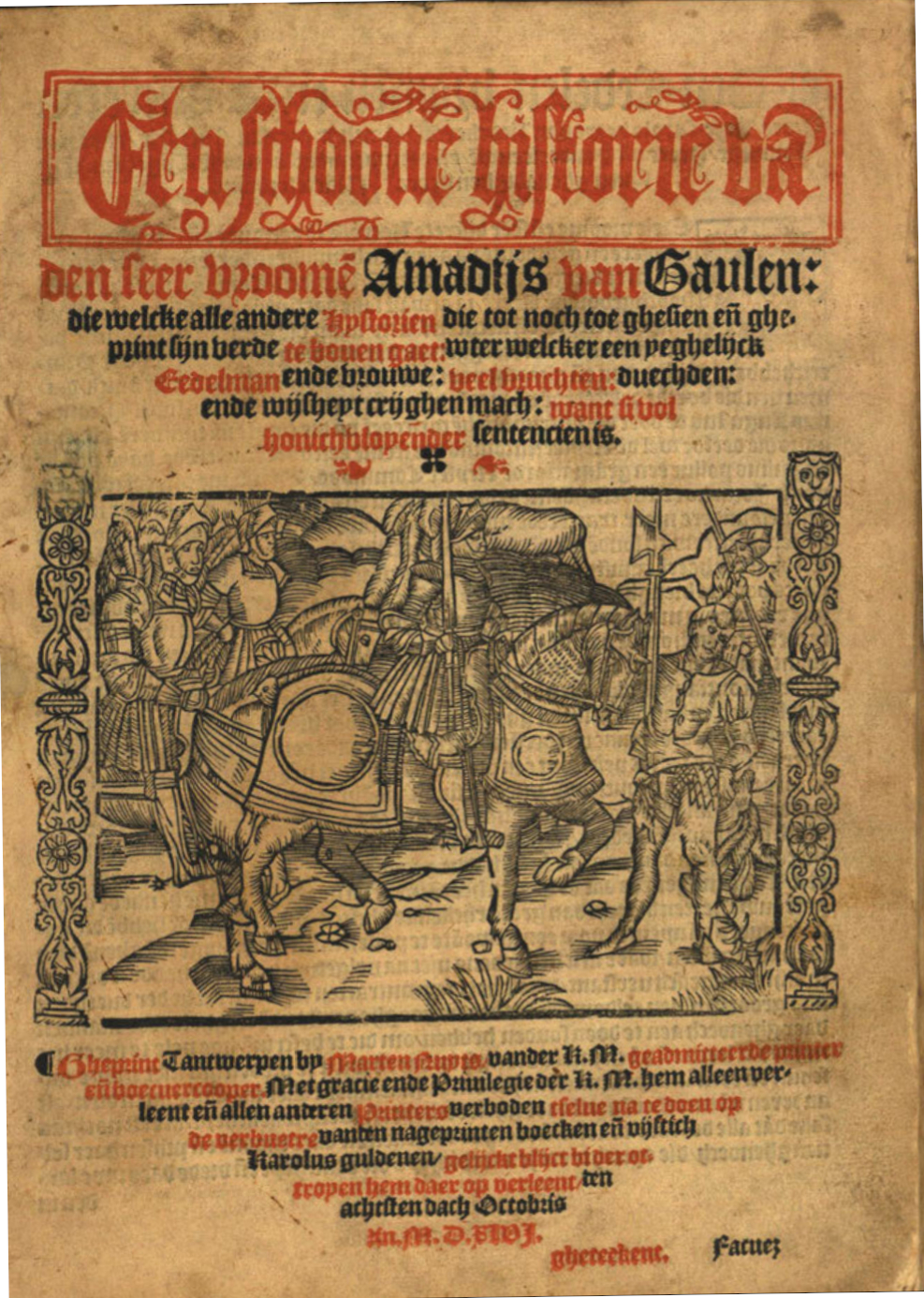
Titelpagina van "Amadijs van Gaulen", eerste nederlandstalige uitgave (Antwerpen 1546)